# Trials (singolo)
Trials è un singolo del gruppo musicale statunitense Starset, pubblicato il 7 aprile 2020 come quinto estratto dal terzo album in studio Divisions.

## Descrizione
Il testo è di carattere postapocalittico e indirizza verso il vivere in un futuro più automatizzato e controllato dagli androidi, mentre dal lato musicale si caratterizza per la presenta di elementi pesanti uniti all'elettronica e agli strumenti ad arco.

## Video musicale
Il video, diretto da Nick Peterson, è stato pubblicato il 20 maggio 2020 attraverso il canale YouTube del gruppo.

## Tracce
1. Trials (Reimagine) – 5:36

## Formazione
Gruppo
- Dustin Bates – voce, cori
- Ron DeChant – cori
- Brock Richards – cori

Altri musicisti
- Joe Rickard – programmazione
- Alex Niceford – programmazione
- Igor Khoroshev – programmazione aggiuntiva
- Niels Nielsen – programmazione aggiuntiva
- Paul Trust – programmazione aggiuntiva, musica negli interludi
- Randy Torres – sound design negli interludi
- David Davidson – arrangiamento strumenti ad arco e violino
- JR Bareis – chitarra
- Lucio Rubino – basso
- Luke Holland – batteria
- Conni Ellisor – violino
- Karen Winkelmann – violino
- Janet Darnall – violino
- Conni Ellisor – violino
- Betsy Lamb – viola
- Simona Russo – viola
- Carole Rabinowitz – violoncello
- Sari Reist – violoncello

Produzione
- Dustin Bates – produzione
- Joe Rickard – ingegneria del suono, montaggio digitale, ingegneria della chitarra
- Dan Lancaster – missaggio
- Rhys May – assistenza al missaggio
- Paul DeCarli – montaggio digitale
- Taylor Pollert – registrazione strumenti ad arco
- Dave Schiffman – ingegneria della batteria
- Mike Poltnikoff – ingegneria della chitarra
- Michael Closson III – assistenza tecnica
- Niel Nielsen – mastering

## Classifiche
| Classifica (2020)             | Posizione massima |
| ----------------------------- | ----------------- |
| Stati Uniti (hard rock)       | 11                |
| Stati Uniti (mainstream rock) | 8                 |